# 하재완
하재완(河在完, 1932년 1월 10일 ~ 1975년 4월 9일)은 중앙정보부가 조작한 인혁당 사건으로 사형당한 희생자이다.

## 생애
- 1932년 1월 10일 경상남도 창녕군 이방면 안리 출생.
- 단국대학교 졸업.
- 1950년 입대.
- 1957년 중사 제대, 양조장 경영.
- 1960년 4.19 이후 민주자주통일협의회 경상북도협의회 부위원장.
- 1974년 4월 25일 《인민혁명당 재건단체 사건》으로 구속, 당시 건축업.
- 1975년 4월 8일 대법원에서 사형확정. (대통령 긴급조치 위반, 국가보안법 위반, 내란예비음모, 반공법 위반)
- 1975년 4월 9일 사형집행, 대구 칠곡 현대공원에 안장.

## 노트
2차 인혁당 관련자들을 사형에 처한 가장 유력한 증거는 하재완의 노트였다. 하재완이 송상진과 함께 북한방송을 듣고 받아 적었다는 《노동당 5차 당대회 강령》은 이들이 북한과 내통했음을 증명하는 유일한 증거로 제시됐다. 하재완과 송상진이 자주 북한방송을 들었다는 사실은 법정에서도 확인됐다. 그러나 그들이 왜 북한방송을 받아 적었는가의 의문은 묻혀졌다. 간첩이 전달한 것을 베껴 적었는가도 증명되지 않았다. 그 당시 북한 방송을 듣는다는 것은 흔히 있는 일이었고, 만일 그것이 법에 저촉되는 부분이라도 몇 년 이하의 징역 정도였다. 그러나 그때는 민청학련에 동조한 것만으로도 사형이 선고되던 긴급조치 시대였다. 해석을 달리 할 수 있는 여지가 있어도 법집행은 강행될수 있었다. 하재완의 노트는 그와 송상진의 문제로 끝나지 않았다. 나머지 6명의 가장 큰 사형 이유 역시 노트를 돌려보고 국가전복을 꾀했다는 혐의였다. 그러나 당시 15년형을 확정 받았던 임구호는 다음과 같이 주장했다.
| “ | 정보부 사람이 자기가 부르는대로 받아 쓰래. 부르는대로 받아 쓰니까 그게 하재완씨 노트 요약한 부분인데 이걸 가지고 새벽까지 다 외우래, 나보고 암기를 하래. 가만히 생각을 하니까 참 어이가 없더라구. 처음에는 외울려고도 했어요. 그런데 그런 상황에서 외워지지도 않더라구. | ” |

## 가족 관계
- 처: 이영교

## 같이 보기
- 민청학련 사건
- 인혁당 사건
- 긴급조치